# Medley (natação)
O medley, ou estilos, é uma modalidade (prova) que durante seu percurso engloba todos os 4 estilos da natação. Se a prova for disputada como revezamento (estafeta), a ordem é essa: costas, peito, borboleta e crawl (livre). Casa seja disputada de forma individual, a ordem será a seguinte: borboleta, costas, peito e crawl (livre). A ordem dos estilos difere-se devido a partida de costas que deve ser realizada dentro d'água.
As regras para saídas são as mesmas, mas nas viradas o nadador deve completar a piscina dentro da regra de cada estilo que esteja nadando naquele momento (por exemplo, não pode virar-se de frente para a água antes que termine a piscina referente ao nado Costas - diferentemente da regra de virada do estilo Costas). No caso de uma equipe, os nadadores vão saindo na medida em que os outros vão chegando, por exemplo, quando é dada a saída, o primeiro nadador (costas), quando completa sua prova, deve bater com a mão na borda e somente neste momento o próximo poderá sair.